# Mathilden-Hospital (Herford)
Das Mathilden-Hospital ist ein Krankenhaus der Grundversorgung in katholischer Trägerschaft. Es ist neben dem Klinikum Herford das kleinere der beiden Krankenhäuser der ostwestfälischen Stadt Herford in Nordrhein-Westfalen.

## Name
Das Mathilden-Hospital wurde nach der 895 in Enger (Kreis Herford) geborenen heiligen Mathilde benannt. Sie wurde im Herforder Damenstift erzogen, wo ihre Großmutter Äbtissin war. Im Jahre 909 heiratete sie Heinrich von Sachsen, den Vater von Otto I., der der erste Kaiser des Heiligen Römischen Reiches war.
Außer dem Mathilden-Hospital ist in Herford noch ein Gymnasium nach Mathilde benannt: Das Königin-Mathilde-Gymnasium auf dem Stiftberg.

## Lage

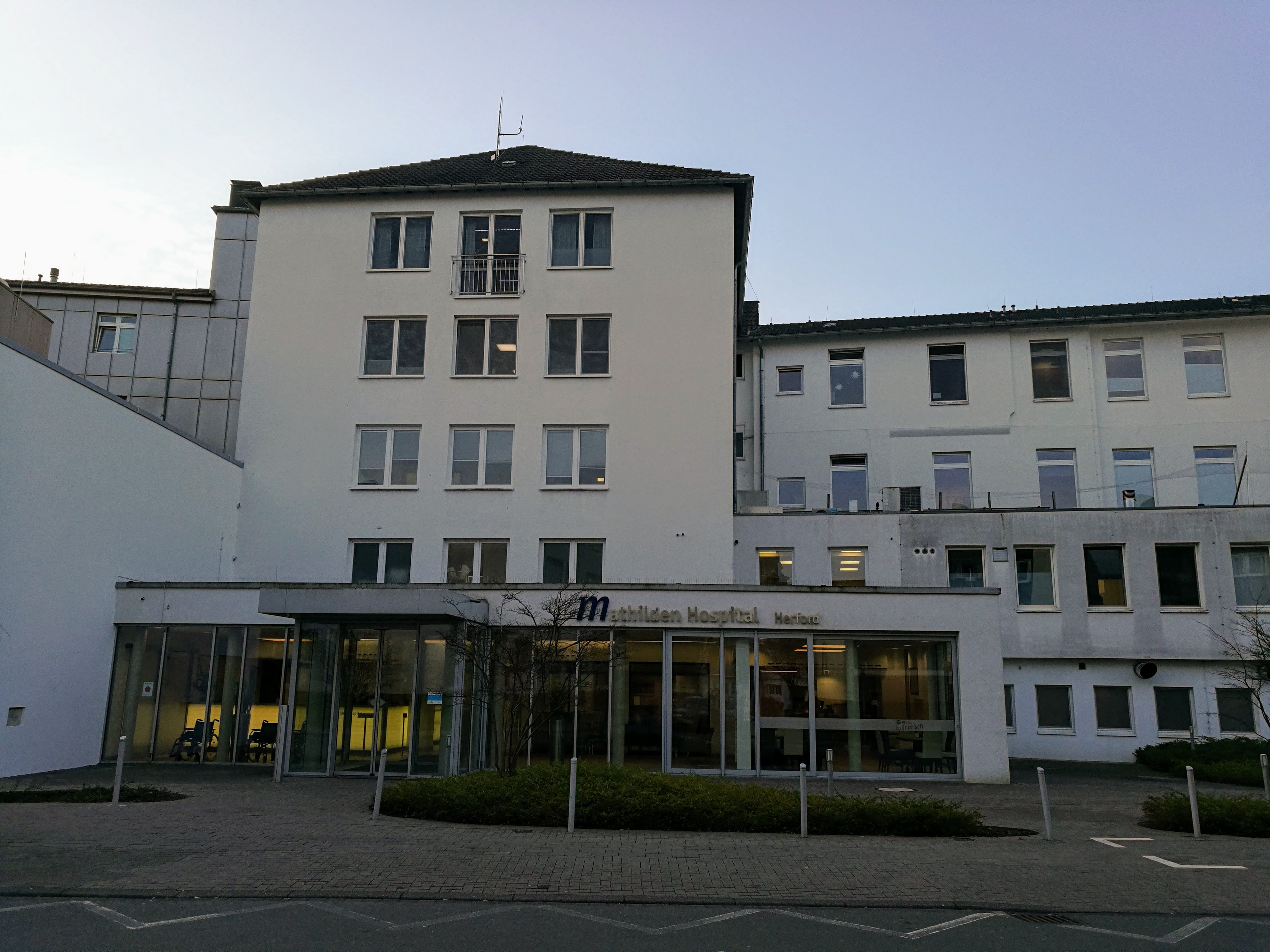
Mathilden-Hospital Haupteingang

Das Mathilden-Hospital liegt am Pöppelmannwall innerhalb der Herforder Wallanlagen und gehört somit zur Herforder Altstadt. In der Nähe befand sich einst das Renntor, eins der fünf Herforder Stadttore.  Die Krankenhäuser liegen so, dass die ganze Stadt in wenigen Minuten eine der beiden Kliniken erreichen kann.
Im Mathilden-Hospital gibt es sieben Kliniken:
- Klinik für Allgemeine Innere Medizin und Gastroenterologie
- Klinik für Allgemeine Innere Medizin und Kardiologie und Intensivmedizin
- Klinik für Allgemein-, Viszeral- und Gefäßchirurgie
- Klinik für Unfallchirurgie und Orthopädie
- Klinik für Frauenheilkunde und Geburtshilfe (mit Brustzentrum)
- Klinik für Anästhesiologie
- Klinik für Radiologie

Im August 2015 wurde am Mathilden-Hospital das Refluxzentrum OWL für Erkrankungen des Magens und der Speiseröhre eröffnet.
Für die HNO-Heilkunde gibt es Belegärzte. Außerdem wird Physiotherapie angeboten.

## Wirtschaftliche Kennzahlen
Im Jahr 2020 wurden mehr als 9.000 Patienten stationär und 20.000 Patienten ambulant behandelt.
Die Mitarbeiterzahl betrug 372.

## Geschichte
Im Jahr 1887 trafen in Herford Thuiner Franziskanerinnen ein, die in der ambulanten Krankenpflege tätig sein sollten. Nachdem auch Patienten stationär aufgenommen worden waren, entstand allmählich ein Krankenhaus im eigentlichen Sinne. Am 25. Juni 1891 erteilte die königliche Regierung in Minden die offizielle Genehmigung für das Krankenhaus. Im Jahr 1897 waren neun Schwestern dort tätig, 1891 erfolgte der erste Erweiterungsbau. Dadurch erhöhte sich die Zahl der Krankenbetten von 20 auf 50 und die Zahl der Ordensschwestern wuchs von neun auf 18. Ein zweiter Erweiterungsbau wurde 1913 beschlossen.
In beiden Weltkriegen wurde das Krankenhaus zusätzlich als Lazarett genutzt.
Nachdem am 3. März 1944 bei der Bombardierung der Stadt Herford der Dachstuhl und die angrenzende „Seuchenbaracke“ niedergebrannt waren, wurde am 26. November 1957 ein Neubau eingeweiht. Dabei erhielt das damals sogenannte „Katholische Krankenhaus“ seinen Namen „Mathilden Hospital“, damit alle ihrem Beispiel folgen, die dort ihren Dienst versehen.
Seit dem Jahr 1998 wurden kontinuierlich alle Stationen renoviert, so dass bei Abschluss der Arbeiten alle Patientenzimmer mit einer Nasszelle, TV, Telefon und teilweise mit Balkonen ausgestattet werden konnten.

## Katholische Hospitalvereinigung Ostwestfalen
Das Mathilden-Hospital, das Franziskus Hospital Bielefeld und das Sankt-Vinzenz-Hospital Rheda-Wiedenbrück, haben sich zur Katholischen Hospitalvereinigung Ostwestfalen gGmbH (KHO) mit Sitz in Bielefeld zusammengeschlossen. Am 1. Juli 2022 kamen das Sankt-Elisabeth-Hospital Gütersloh, das Marienhospital Oelde und das Sankt-Lucia-Hospital Harsewinkel hinzu. Durch die enge Zusammenarbeit der sechs Krankenhäuser werden Investitions- und Grundsatzfragen in gemeinsamer Abstimmung von Verwaltungsrat und Geschäftsführung festgelegt. Auch bei der Aus- und Weiterbildung der insgesamt über 3200 Mitarbeiterinnen und Mitarbeiter wird eng zusammengearbeitet.

## Kooperatives Brustzentrum Bielefeld-Herford
Das Kooperative Brustzentrum Bielefeld-Herford ist ein Zusammenschluss der Krankenhäuser Franziskus Hospital Bielefeld und Mathilden Hospital Herford. Durch diese Kooperation soll Brustkrebspatientinnen die bestmögliche individuelle Therapie  ermöglicht werden.